# Parafia Najświętszej Maryi Panny Królowej Polski w Gocławiu
Parafia NMP Królowej Polski w Gocławiu – rzymskokatolicka parafia w dekanacie Osieck, diecezji siedleckiej.
Parafia została erygowana w 1937 r. Pierwszy kościół, drewniany, powstał w latach 1936–1937. Obecny kościół parafialny murowany, w stylu współczesnym, wybudowano w latach 1985–1989. Parafia posiada księgi metrykalne od 1937 r.
Teren parafii obejmuje miejscowości Gocław, Kalonkę, Grzebowilk, Zawadkę i Żelazną.

## Proboszczowie
- ks. Henryk Domalewski (1937–1944)
- ks. Wacław Celiński (1944–1945)
- ks. Wacław Kudłacik (1945–1950)
- ks. Czesław Rubaszek p.o. (1950–1950)
- ks. Aleksander Brzozowski (1950–1954)
- ks. Jan Bogusz p.o. (1954–1954)
- ks. Franciszek Jarmołowicz (1954–1955)
- ks. Witold Kobyliński (1955–1959)
- ks. Tadeusz Kaszyński (1959–1981)
- ks. Czesław Ciołek (1981–1993)
- ks. Zbigniew Maksymiuk (1993–1995)
- ks. Jan Ornat (1995–2011)
- ks. Kazimierz Momont (2011–2022)
- ks. Marek Kujda (od 2022)